# Hôtel Cartier
Pour les articles homonymes, voir Cartier.
L’hôtel Cartier, ou hôtel Moreau est un hôtel particulier situé au no 8 de la place de la Concorde dans le 8e arrondissement de Paris. Il fait aujourd'hui partie de l'Automobile Club de France, associé au mitoyen hôtel du Plessis-Bellière.

## Historique
En 1758, le roi Louis XV commande à son architecte, Jacques-Ange Gabriel, la réalisation sur la « place Louis XV » de deux façades identiques de part et d'autre de la rue Royale : la façade orientale est d'emblée occupée par l'hôtel du Garde-Meuble de la Couronne jusqu'à la Révolution, devenu à partir de cette période durant deux siècles l'hôtel de la Marine, tandis que le premier hôtel de la Monnaie devait prendre possession de la façade occidentale. Mais cet emplacement fut en définitive jugé trop éloigné du quartier des affaires et un arrêt du Conseil décida que le nouvel édifice s’élèverait à son emplacement actuel, sur le quai de Conti. Le terrain situé derrière la colonnade occidentale fut alors divisé en quatre lots qui furent cédés à des particuliers, à charge pour eux d'élever des hôtels particuliers derrière la façade de Gabriel :
- au no 4, l'hôtel de Coislin,
- au no 6, l'hôtel du Plessis-Bellière,
- au no 8, l'hôtel Cartier,
- au no 10, l'hôtel de Crillon.

Fors la façade, les hôtels du Plessis-Bellière et Cartier sont l'œuvre de l'architecte Pierre-Louis Moreau-Desproux. Le premier est bâti pour David-Étienne Rouillé de l'Étang, écuyer, conseiller-secrétaire du roi et trésorier-général des deniers de la Police, tandis que Cartier fait construire le second pour son propre compte.
Propriété de Pierre-Louis Moreau à partir de 1772, l'hôtel passe ensuite à ses filles, Mesdames Lambot de Fougères et de Chézelles puis au notaire Péan de Saint-Gilles en 1830. 
La façade est classée Monument historique depuis 1900 .
Depuis 1901, l'hôtel est, avec l'hôtel du Plessis-Bellière, occupé par le siège de l'Automobile Club de France. Entre 1898 et 1912, les hôtels aux numéros 6 et 8 sont remaniés pour en faire un ensemble unique par l’architecte Gustave Rives.

## Une réplique aux États-Unis
Une réplique, construite par Horace Trumbauer et Julian Abele (en), des deux corps de bâtiment de la place de la Concorde est située à Philadelphie.

L'un des bâtiments accueille la Free Library of Philadelphia, il est la réplique notamment de l'hôtel Cartier.

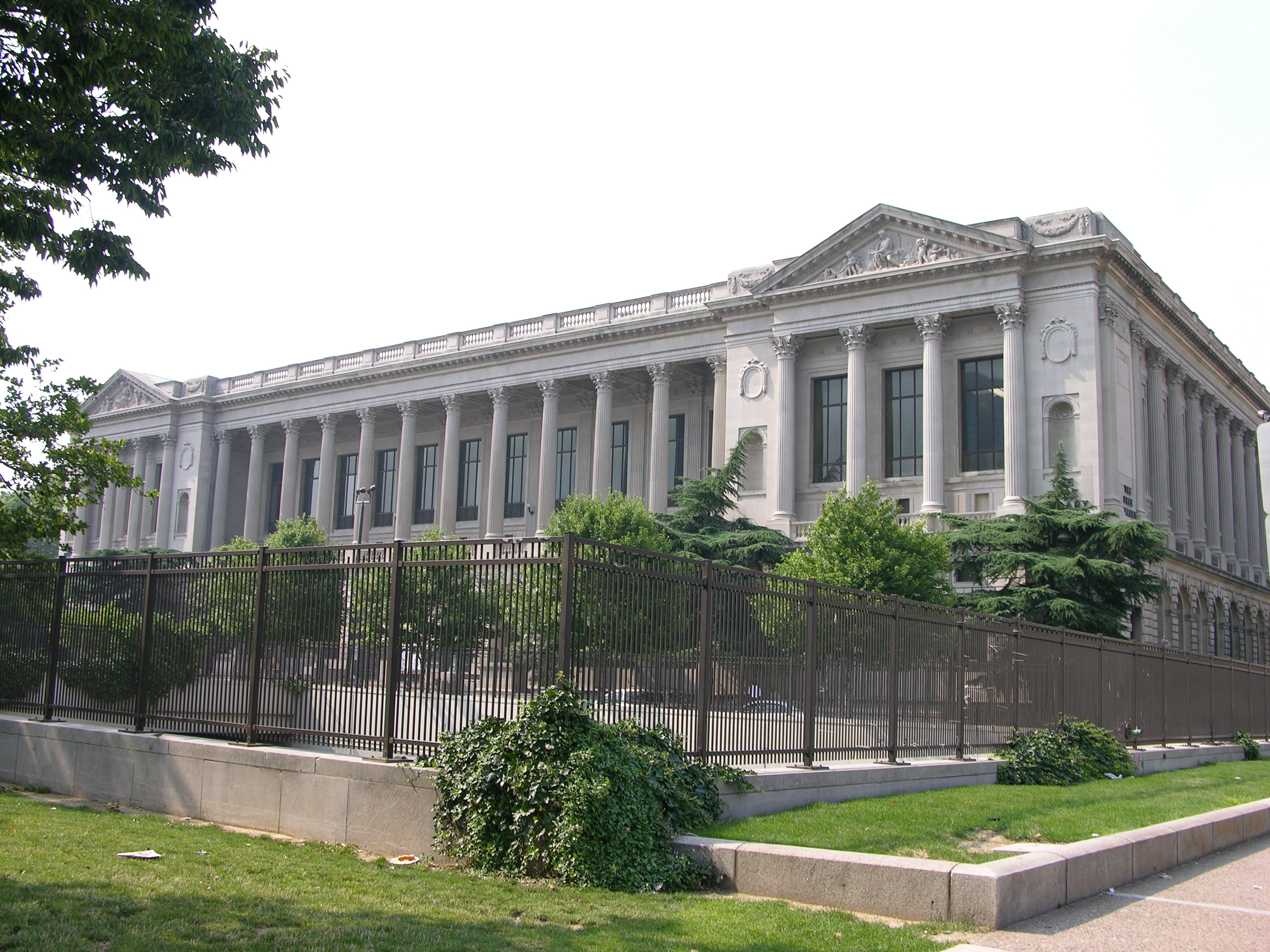
Free Library of Philadelphia, réplique américaine de l'hôtel Cartier.

Toujours dans la même ville des États-Unis, au lieu de l'ancienne « Family Court of Philadelphia », se situe l'autre bâtiment qui est pour sa part une réplique du pendant, séparé par la rue Royale de l'hôtel de Coislin sur la place de la Concorde, l'hôtel de la Marine.

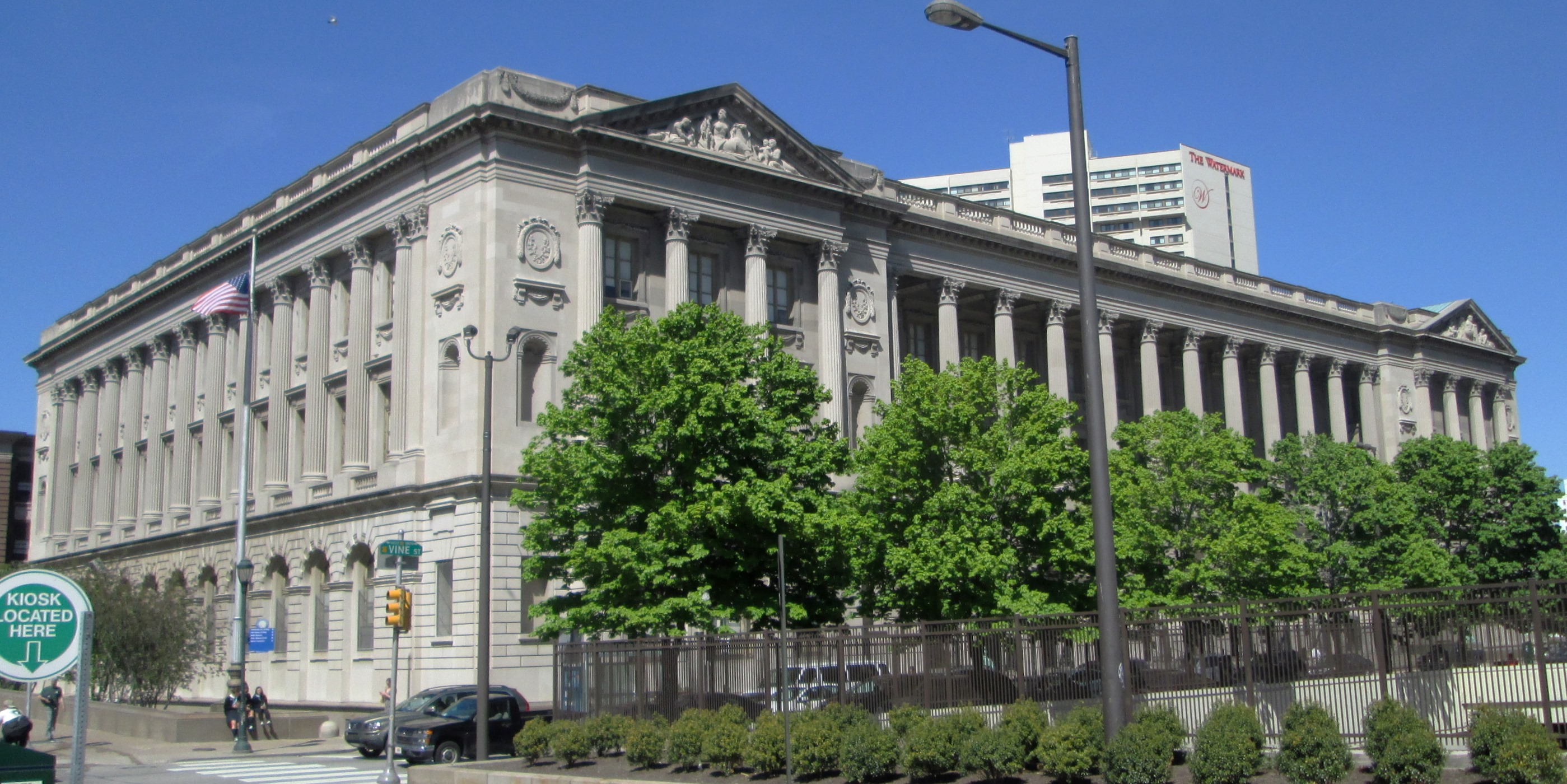
Family Court Building, réplique américaine de l'hôtel de la Marine.